# マス・デウの戦い
マス・デウの戦い（マス・デウのたたかい、フランス語: la Bataille de Mas DeuまたはMas d'Eu）は、フランス革命戦争の一部であるピレネー戦争中の1793年5月23日から6月24日にかけて、アントニオ・リカルドス率いるスペイン軍がルイ＝シャルル・ド・フレール少将率いるフランスの東ピレネー軍に勝利した戦闘。
マス・デウはテンプル騎士団がトルイヤ近くで建てた集落であった。スペイン軍は小勢のフランス軍をマス・デウ近くの軍営から追い出し、ペルピニャンに撤退させた。スペイン軍が勝利したことで、バルセロナからピレネー山脈を通ってフランスに向かう道を守るベルガルド砦の包囲が可能になった。リカルドスはその後の1か月間をベルガルド包囲戦に費やした。

## 背景
1793年4月17日、スペイン陸軍総司令官のアントニオ・リカルドスはフランスへの侵攻を開始、スペイン軍4,500人を率いてフランス領サルダーニャのサン＝ローラン＝ド＝セルダンに進軍した。リカルドスの6個歩兵大隊と8個擲弾兵大隊はサン＝ローラン＝ド＝セルダンのフランス軍400人を追い出した。スペイン軍は続いてテック川沿岸のセレに向かい、4月20日にそこでフランス正規軍1個大隊、義勇兵1千人（合計1,800人）、大砲4門で構成されたフランス軍に遭遇した。フランス軍はすぐに逃走をはじめ、死傷者100から200人を出したほか約200名がテック川を泳いで渡ろうとして溺死した。スペイン軍は負傷者17人を出しただけとされた。リカルドスはル・ペルテュに軍を残してベルガルド砦の駐留軍を監視、補給部隊が妨害されることを防いだ。
5月14日、フランスのルイ＝シャルル・ド・フレール少将は東ピレネー軍の指揮を執った。ほぼ同時期、ルック・シメオン・オーギュスト・ダゴベール准将とユスターシュ・シャルル・ダウスト大佐はイタリア方面軍からの増援を率いて到着した。フランス軍はマス・デウ近くでトルイヤから東にある高さ80mの山、アスプル平原（Aspres）を見下ろせる位置に軍営を置いた。この位置は2つの深い河床に守られた。

## 戦闘
5月16日、リカルドスは歩兵1万2千、騎兵3千、大砲24門、榴弾砲6門でセレから進軍、第9代オスナ公爵ペドロ・テレス＝ヒロンはスペイン右翼4,860人を率いた。彼の副官はペドロ・メンディヌエタ・イ・ムスキスであり、ムスキスは国王衛兵4個大隊、マヨルカ歩兵連隊の1個大隊ずつ、カタルーニャ軽歩兵連隊の義勇兵、アンダルシアの騎兵を率いた。リカルドスは中央部2,460人を率いたルイス・フェルミン・デ・カルバハルと同伴し、スペイン軍左翼4,680人は大フアン・デ・コウルテン、ラファエル・アドルノ（Rafael Adorno）、ホセ・クレスポ（José Crespo）が率いた。左翼の構成はワロン人衛兵3個大隊、タラゴナからの3個中隊、アイルランド人連隊の1個大隊、グラナダ、バレンシア、ブルゴスからの1個中隊ずつ、ルシタニア騎兵連隊、そしてカスティーリャ・ラ・ヌエバからの砲兵だった。
ド・フレール配下の士官たちは戦闘の計画を立てた。まずフランス砲兵がスペインの陣地を砲撃してスペイン歩兵を釘付けにし、続いてフランス軍左翼がスペイン軍右翼に陽動攻撃を行う。その後、増援を受けたフランス軍右翼が本命の攻撃を行う。しかし、ド・フレールの軍勢は歩兵5千、騎兵300、大砲15門、榴弾砲9門しかなかった。クロード・スション・ド・シャムロンがフランス軍左翼1,180人を率いた。その構成はピエール・フランソワ・ソーレの第7シャンパーニュ大隊、ピエール・バネルの第7オード大隊、シャルル・デュグァのガール砲兵隊、ポール・ルイ・ゴーティエ・ド・ケルヴェゲンの第3ラヴォール中隊だった。ダゴベール率いる右翼2,680人はルイ・アンドレ・ボンの第9ドローム大隊、ジャン＝ジャック・コースの第1モンブラン義勇兵大隊、ジャック・ローラン・ギリイの第2ガール大隊、ギヨーム・ミラベルのエロー騎兵隊、アントワーヌ・ド・ベタンクールの騎兵180人で構成された。ド・フレールとジョゼフ・エティエンヌ・ティモレオン・ダルジャンヴィリエールは兵士740人とともに中央部にいた。
リカルドスはカルバハルの騎兵を動かした後、コウルテンのワロン人衛兵でテュイア村周辺を制圧してマス・デウの軍営を側面から攻撃しようとした。5月17日の午前5時、モントフォルテ公（Montforte）はスペインの砲台2門でフランス軍に向けて砲撃した。砲台はそれぞれ4ポンド砲12門と6インチ榴弾砲4門を配備していた。砲撃は午前9時まで続き、フランス歩兵は軍営近くの峡谷で砲撃を避けた。17日の戦闘はこの砲撃だけで終わり、フランス軍は4時間にわたる砲撃に耐えることに成功した。
18日、リカルドスは自軍の中央部を再編して、ホセ・ウルティア・イ・デ・ラ・カセス（José Urrutia y de la Cases）とフアン・マヌエル・カヒガルに予備軍の騎兵の指揮をゆだねた。2人はヴィクトル・アメデー・ヴィロー（Victor Amédée Willot）とケルヴェゲンの軍勢が立ちはだかるフランス軍中央部を破るよう命じられた。ケルヴェゲンはカヒガルの騎兵に反撃したが失敗、デュグァの大砲はケルヴェゲンの軍勢の撤退を援護した。フランス軍は夜が訪れた時点でも戦線を維持したが、多勢に無勢の状況だったためその戦列は伸び切っていた。その夜にはフランス軍の中でスペイン軍がフランス軍の哨戒を虐殺しているとのうわさが出て、午前3時には両軍の見張り兵の間で銃撃戦が開始された。フランス軍の多くが恐慌に陥ってペルピニャンに逃亡した。その夜、フランス軍の死者の埋葬を手伝ったボナヴェンチュア・ベネ（Bonaventure Benet）という聖職者はフランス部隊の位置を調べ上げてスペイン軍本部に送った。
19日、ソーレが足を負傷したため彼の大隊は弱気になって撤退した。リカルドスはフランス軍の撤退に乗じてオスナに軍営への攻撃を命じ、大砲14門の砲火で援護した。ダゴベールは右翼から援軍を送って攻撃に耐えようとした。ベジエール義勇兵大隊と第2オート＝ガロンヌ大隊が反撃したがスペイン軍が規律を保ち、反撃を撃退した。フランス軍は軍営と大砲を放棄した。ミラベルの騎兵が撤退を援護している最中、ミラベルは榴弾砲の砲弾の爆発で足を負傷した。ド・フレールは1個大隊を率いて攻撃したがスペイン騎兵に撃退された。

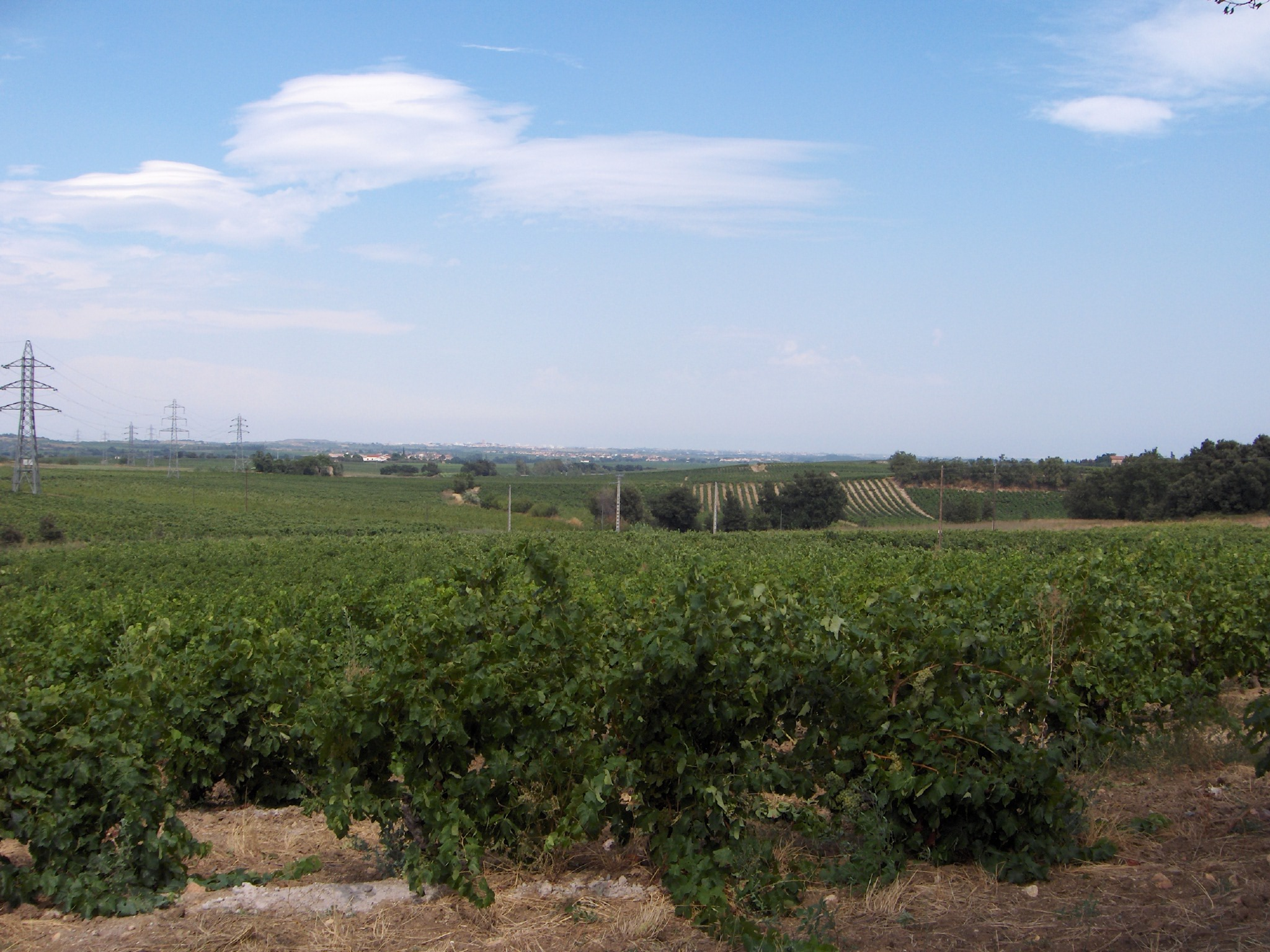
マス・デウ近くの風景、2006年撮影。
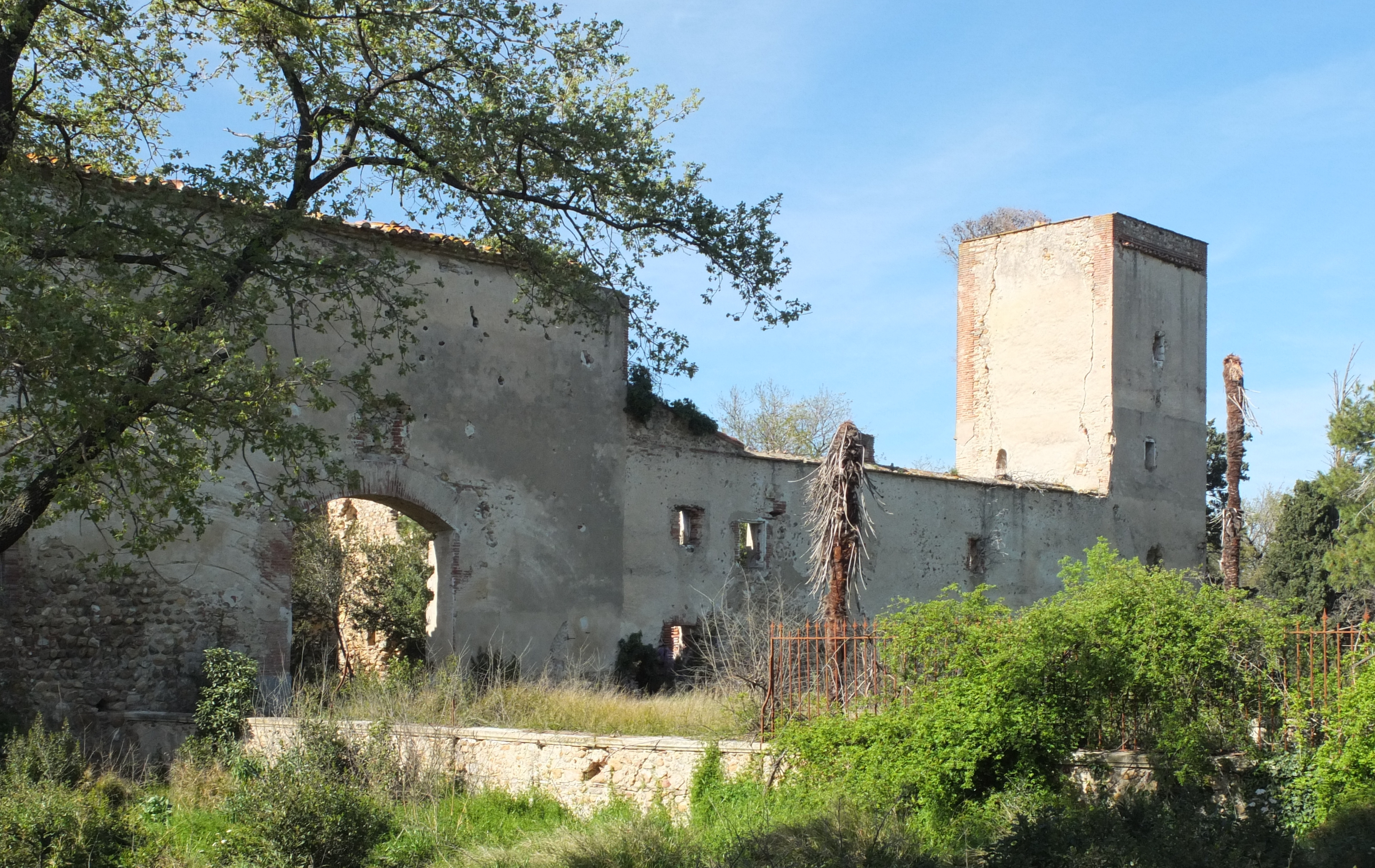
コマンドリー・デュ・マス・デウ（フランス語版）の遺跡、2015年撮影。
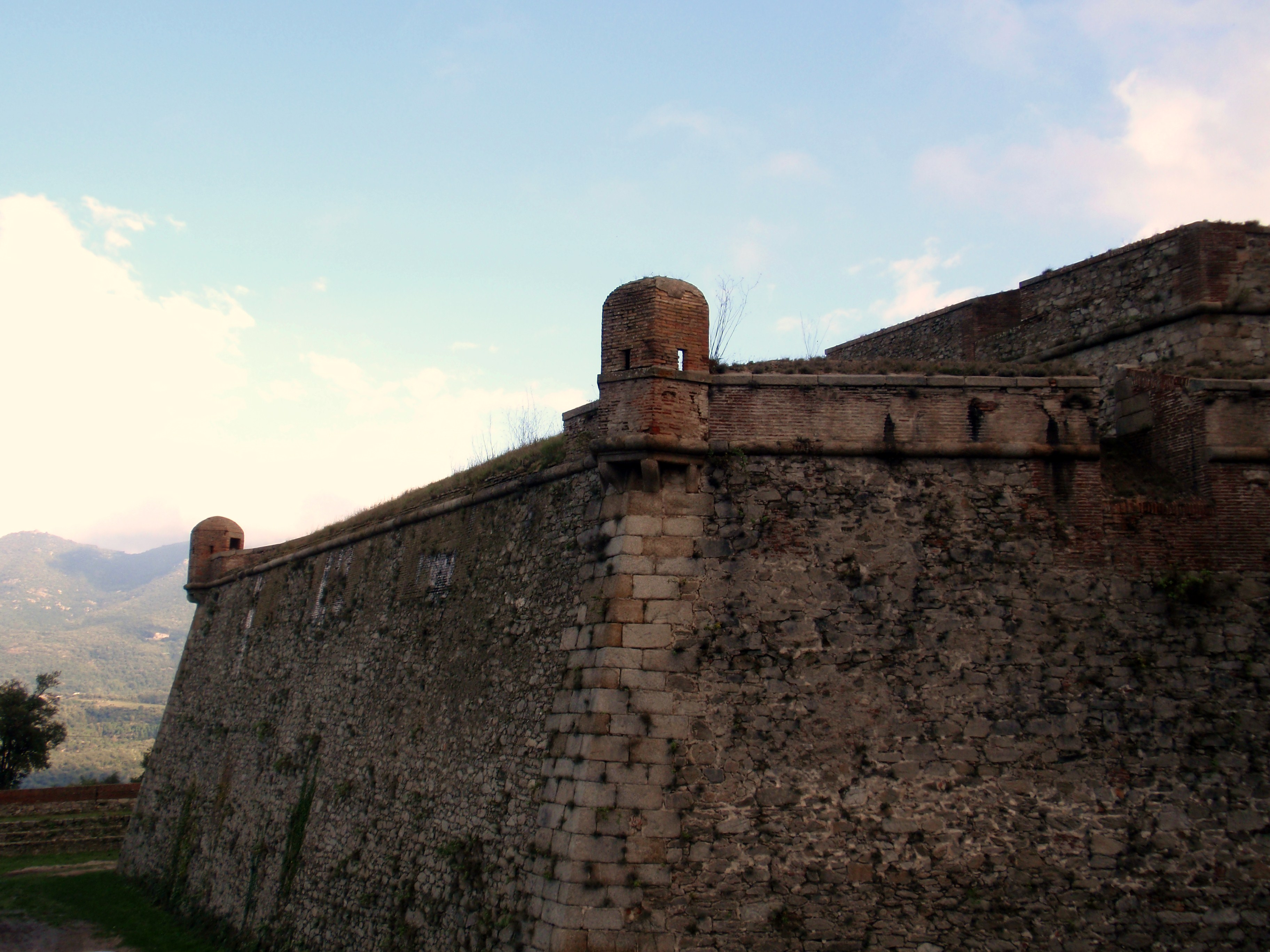
ベルガルド砦（英語版）、2011年撮影。スペイン軍は戦後の1か月間をベルガルドの包囲に費やした。

## 結果
翌日のペルピニャンは戦意を失った兵士と怖がっている難民で溢れた。当局は教会、修道院、エミグレの家屋で逃げてきた人々を収容した。ド・フレールは「兵士たちよ、臆病な行いが行われた。自由の守護者の一部が専制政治の従者から逃げた」と演説した。とある義勇兵大隊はスペイン軍とは戦わないと宣言して解体された。歴史家のディグビー・スミスはスペイン軍を6個歩兵大隊、8個擲弾兵中隊、30個民兵中隊で計7千人とした。彼はまたフランス軍の損害を戦死150、負傷280とし、スペイン軍が6ポンド砲3門と弾薬の詰まった台車6台を鹵獲したとした。スペイン軍の死者は34人だった。リカルドスは追撃することなく撤退してベルガルド砦の包囲を行った。この砦はバルセロナからピレネー山脈を通ってフランスに向かう道を守っていた。
ベルガルド包囲戦は5月23日に開始、6月24日にボワブリューレ大佐が駐留軍の生還者1,450人を率いて降伏したことで終結した。フランス軍の損害は戦死30、負傷56だった。リカルドスは包囲線にスペイン軍6千人と大砲34門を維持した。ベルガルド砦の包囲が続いている間、スペイン軍はさらに外堡のレ・バン要塞（Fort les Bains）とド・ラ・ギャルド要塞（Fort de la Garde）を攻撃、それぞれ6月3日と5日に降伏させた。ド・フレールは5月29日に補給部隊をベルガルド砦に送り込もうとしたが、護衛隊3,350人が追い返されて失敗した。
5月24日、ド・フレールはルニオン軍営（Camp de l'Union）の建築を開始した。軍営の位置はペルピニャンの城外、カベスタニ村の東、オルレ（Orles）の製粉所から西にあった。戦闘の結果、ダゴベールは少将に、ソーレは大佐に昇進した。スペイン側ではオスナが御し難いとされて10月にピレネー西部のナバラ軍に転出した。